# Пукалані (Гаваї)
Пукалані (англ. Pukalani) — переписна місцевість (CDP) в США, в окрузі Мауї штату Гаваї. Населення — 8299 осіб (2020).

## Географія
Пукалані розташоване за координатами 20°50′3″ пн. ш. 156°20′33″ зх. д. / 20.83417° пн. ш. 156.34250° зх. д. (20.834042, -156.342547).  За даними Бюро перепису населення США в 2010 році переписна місцевість мала площу 11,08 км², уся площа — суходіл. В 2017 році площа становила 9,77 км², уся площа — суходіл.

### Клімат
Місто знаходиться у зоні, котра характеризується вологим тропічним кліматом. Найтепліший місяць — серпень із середньою температурою 24.9 °C (76.9 °F). Найхолодніший місяць — лютий, із середньою температурою 21.7 °С (71 °F).
| Клімат Пукалані         | Клімат Пукалані | Клімат Пукалані | Клімат Пукалані | Клімат Пукалані | Клімат Пукалані | Клімат Пукалані | Клімат Пукалані | Клімат Пукалані | Клімат Пукалані | Клімат Пукалані | Клімат Пукалані | Клімат Пукалані | Клімат Пукалані |
| Показник                | Січ.            | Лют.            | Бер.            | Квіт.           | Трав.           | Черв.           | Лип.            | Серп.           | Вер.            | Жовт.           | Лист.           | Груд.           | Рік             |
| Абсолютний максимум, °C | 32,8            | 31,1            | 31,1            | 31,1            | 31,7            | 31,7            | 32,2            | 31,7            | 32,8            | 32,8            | 34,4            | 31,7            | 34,4            |
| Середній максимум, °C   | 25,7            | 25,7            | 25,8            | 26,2            | 27              | 27,9            | 28,2            | 28,6            | 28,7            | 28,2            | 27,1            | 25,9            | 27,1            |
| Середня температура, °C | 21,7            | 21,7            | 22,1            | 22,7            | 23,4            | 24,2            | 24,6            | 24,9            | 24,9            | 24,4            | 23,6            | 22,4            | 23,4            |
| Середній мінімум, °C    | 17,7            | 17,7            | 18,3            | 19,1            | 19,7            | 20,4            | 20,9            | 21,3            | 21              | 20,7            | 20,2            | 18,9            | 19,7            |
| Абсолютний мінімум, °C  | 10              | 10              | 11,1            | 11,1            | 13,3            | 11,1            | 13,3            | 10,6            | 15              | 14,4            | 12,2            | 11,7            | 10              |
| Норма опадів, мм        | 202             | 173             | 242             | 185             | 149             | 104             | 146             | 152             | 142             | 184             | 203             | 170             | 2051            |
| Днів з опадами          | 19              | 17              | 21              | 22              | 23              | 23              | 26              | 25              | 23              | 24              | 23              | 22              | 268             |
| ----------------------- | --------------- | --------------- | --------------- | --------------- | --------------- | --------------- | --------------- | --------------- | --------------- | --------------- | --------------- | --------------- | --------------- |
| Джерело: Weatherbase    |                 |                 |                 |                 |                 |                 |                 |                 |                 |                 |                 |                 |                 |

## Демографія
Згідно з переписом 2010 року, у переписній місцевості мешкали 7574 особи в 2696 домогосподарствах у складі 1949 родин. Густота населення становила 683 особи/км².  Було 2900 помешкань (262/км²).
Расовий склад населення:
| - 33,2 % — білих - 23,9 % — азіатів - 9,5 % — вихідців з тихоокеанських островів - 0,4 % — чорних або афроамериканців - 0,3 % — корінних американців - 1,8 % — осіб інших рас |

До двох чи більше рас належало 30,9 %. Частка іспаномовних становила 12,0 % від усіх жителів.
За віковим діапазоном населення розподілялося таким чином: 24,0 % — особи молодші 18 років, 63,6 % — особи у віці 18—64 років, 12,4 % — особи у віці 65 років та старші. Медіана віку мешканця становила 40,5 року. На 100 осіб жіночої статі у переписній місцевості припадало 101,0 чоловіків;  на 100 жінок у віці від 18 років та старших — 99,8 чоловіків також старших 18 років.
Середній дохід на одне домашнє господарство  становив 86 059 доларів США (медіана — 79 515), а середній дохід на одну сім'ю — 95 162 долари (медіана — 84 578). Медіана доходів становила 51 132 долари для чоловіків та 46 128 доларів для жінок. За межею бідності перебувало 8,3 % осіб, у тому числі 8,5 % дітей у віці до 18 років та 8,0 % осіб у віці 65 років та старших.
Цивільне працевлаштоване населення становило 4407 осіб. Основні галузі зайнятості: освіта, охорона здоров'я та соціальна допомога — 22,7 %, мистецтво, розваги та відпочинок — 14,2 %, будівництво — 11,6 %, науковці, спеціалісти, менеджери — 9,6 %.